# Omamori

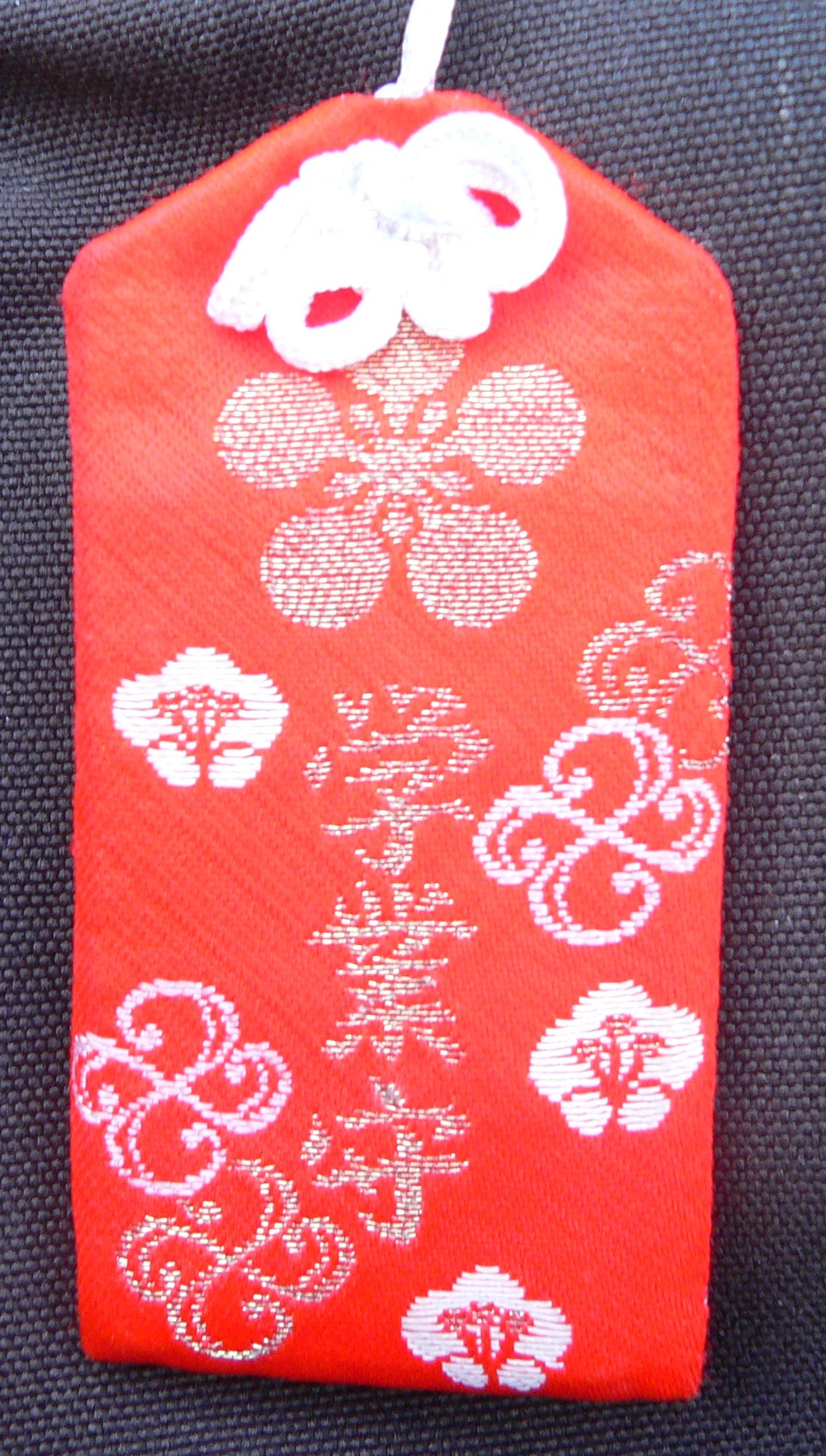
Un omamori dédié à l'apprentissage. Le logo ci-dessus indique un sanctuaire shinto dédié au kami Tenjin.

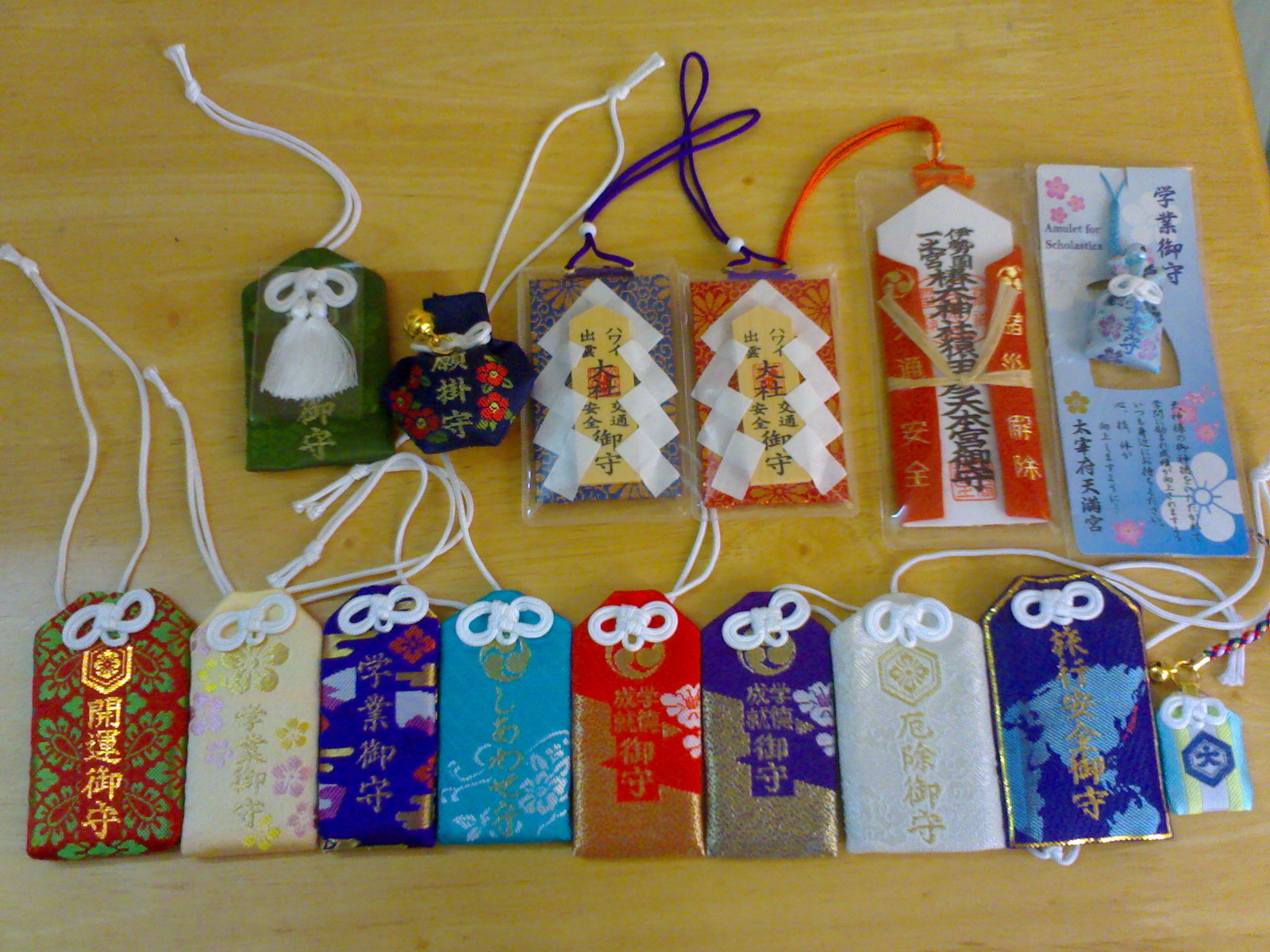
Divers omamori provenant de différents sanctuaires.

Les omamori (御守 (ou お守り, omamori)) sont des amulettes japonaises vendues dans des sanctuaires shinto et temples bouddhistes, dédiées à un kami ou une figure bouddhiste. Elles sont réputées pour procurer différentes formes de chance et de protection.

## Usage et origine
Le mot mamori (守り) signifie protection, omamori étant la forme sonkeigo (honorifique) du mot, « protéger ». À l'origine faites de papier et de bois, les amulettes modernes sont de petits objets à l'intérieur d'un sac de tissu brodé et contiennent une prière, des inscriptions religieuses. Les omamori peuvent être, avec peu d'exceptions, obtenus dans tous les sanctuaires shintos ou temples bouddhistes, et sont disponibles à la vente pour tous sans considération de la religion de l'acquéreur.
Les omamori sont ensuite rendus sacrés par la réalisation d'un rituel.
Bien que les omamori soient destinés à l'usage personnel du visiteur du temple, ils  sont principalement vus comme une forme de donation au temple ou sanctuaire visité. Le plus souvent, les visiteurs offrent l'omamori à une autre personne pour témoigner de leur bons sentiments.[réf. nécessaire]

## Fonction
L'enveloppe de l'amulette est le plus souvent faite de soie brodée et renferme des prières écrites sur du papier ou du bois, supposées apporter chance et protection au porteur lors d'occasions ou tâches spécifiques. Les omamori sont aussi utilisés pour éloigner le malheur et sont souvent visibles sur des sacs, accrochés aux téléphones portables, dans les voitures, etc.
Traditionnellement faits presque exclusivement de bois et/ou de papier, les omamori utilisent maintenant une grande variété de matériaux. Le mercantilisme moderne a pris une petite part dans le processus de création des omamori. Cela arrive lorsque les sanctuaires et temples les plus fréquentés ne peuvent subvenir à la demande croissante de certains types de charmes. Ils se tournent alors vers des usines pour les fabriquer. Cependant, les prêtres se sont parfois plaints de leur qualité et de leur authenticité.
Selon Yanagita Kunio (1969) :

« Les Japonais ont probablement toujours cru dans le pouvoir des amulettes ou d'autres objets assimilables, mais les charmes modernes aujourd'hui distribués par les sanctuaires et temples devinrent populaires à partir de l'ère Tokugawa. La pratique consistant à porter un charme miniature est également nouvelle. Cette dernière coutume est particulièrement pratiquée dans les villes. »

## Utilisation
Les omamori peuvent apporter une bénédiction et protection globale, ou peuvent avoir une fonction particulière telle que :
- kōtsū-anzen (交通安全?) : protection des conducteurs et voyageurs de tous types sur les routes ;
- yaku-yoke : mise à l'écart des démons ;
- kaiun : meilleure chance ;
- gakugyō-jōju (学業成就?) : études et passage d'examen pour les étudiants ;
- shōbai-hanjō : prospérité dans les affaires ;
- en-musubi : trouver l'âme sœur et/ou se marier. Disponible pour les célibataires et couples afin de garantir amour et mariage réussi ;
- anzan (安産?) : protection de la femme enceinte pour une grossesse en bonne santé et un accouchement sans douleurs ;
- kanai-anzen (家内安全?) : bonheur, paix et prospérité pour tout le foyer.

D'ordinaire, les omamori ne sont pas ouverts afin d'éviter de perdre leur effet protecteur. Ils sont portés ou attachés à quelque chose tels un sac à dos ou un portefeuille. Bien que cela ne soit pas nécessaire, les amulettes sont d'ordinaires remplacées une fois par an afin de se débarrasser de la malchance accumulée durant l'année précédente. Les vieilles amulettes sont d'ordinaire retournées au temple où elles ont été achetées afin d'être détruites de manière appropriée. Les amulettes sont le plus souvent retournées lors du Nouvel An ou dans les jours qui suivent. De cette manière, le visiteur du temple commence l'année avec des omamori neufs.
Les vieux omamori ne doivent traditionnellement être ni jetés, ni brûlés, par respect pour la divinité qui a assisté le bénéficiaire durant l'année.
Si le visiteur d'un sanctuaire ou temple ne peut trouver un omamori correspondant à ses besoins, il peut alors demander à ce qu'un prêtre lui en confectionne un. Si une forte demande est constatée pour un même type de omamori, le temple ou sanctuaire peut éventuellement en fabriquer de manière régulière.

## Usage commercial moderne
Il existe également des versions commerciales modernes qui ne sont typiquement ni spirituelles ni disponibles dans des sanctuaires ou temples. Néanmoins, il est maintenant courant pour les boutiques japonaises de proposer des omamori génériques avec des personnages populaires tels que Mickey Mouse, Hello Kitty, Snoopy, etc.

## Voir également